# جورجيا برونزيني
جورجيا برونزيني (بالإيطالية: Giorgia Bronzini)‏ (و. 1983  م) هي دراجة، ودراجة على المضمار إيطالية، ولدت في بياتشنزا، شاركت في الألعاب الأولمبية الصيفية 2012، وطواف إيطاليا للنساء 2015، وطواف إيطاليا للنساء 2014، والألعاب الأولمبية الصيفية 2004، وركوب الدراجات في الألعاب الأولمبية الصيفية 2016.

## سجل الفوز

### سباقات أو مراحل فاز بها
| التاريخ        | السباق                                                              | المركز                                          |
| -------------- | ------------------------------------------------------------------- | ----------------------------------------------- |
| 01 أبريل 2002  | Piccolo Trofeo Alfredo Binda 2002                                   | الفائز في التصنيف العام                         |
| 25 مايو 2003   | Tjejtrampet 2003                                                    |                                                 |
| 19 يوليو 2003  | Gran Premio di Cento-Carnevale d'Europa 2003                        |                                                 |
| 15 أغسطس 2004  | ركوب الدراجات في الألعاب الأولمبية الصيفية 2004 – سيدات سباق الطريق | المرتبة 37 في التصنيف العام                     |
| 01 يناير 2005  | كأس العالم لسباق الدراجات على الطريق للسيدات 2005                   | الرابع في تصنيف النقاط                          |
| 01 يناير 2005  | سباق الدراجات على الطريق للسيدات 2005                               | العاشر في تصنيف النقاط                          |
| 06 مارس 2005   | Gran Premio Brissago - Lago Maggiore 2005                           | الفائز في التصنيف العام                         |
| 03 أبريل 2005  | طواف فلاندرز للسيدات 2005                                           | الخامس في التصنيف العام                         |
| 10 أبريل 2005  | Ladies Berry Classic's Cher 2005                                    | الفائز في التصنيف العام                         |
| 25 أبريل 2005  | 2005 Gran Premio della Liberazione - women's race                   |                                                 |
| 26 يونيو 2005  | سباق الطريق للسيدات في بطولة إيطاليا 2005                           |                                                 |
| 10 يوليو 2005  | طواف إيطاليا للسيدات 2005                                           | الأول في تصنيف النقاط، الثالث في تصنيف أفضل شاب |
| 11 سبتمبر 2005 | Tour of Nuremberg Women 2005                                        | الفائز في التصنيف العام                         |
| 21 مايو 2006   | Trofeo Riviera Della Versilia 2006                                  |                                                 |
| 02 سبتمبر 2006 | بويز ليديز تور 2006                                                 |                                                 |
| 01 أبريل 2007  | تروفيو ألفريدو بيندا كومون دي سيتيجليو 2007                         |                                                 |
| 09 أبريل 2007  | Grand Prix de Dottignies 2007                                       | الفائز في التصنيف العام                         |
| 15 أبريل 2007  | Novilon Internationale Damesronde van Drenthe 2007                  | الفائز في التصنيف العام                         |
| 25 أبريل 2007  | 2007 Gran Premio della Liberazione - women's race                   | الفائز في التصنيف العام                         |
| 28 يونيو 2007  | سباق الطريق للسيدات في بطولة إيطاليا 2007                           |                                                 |
| 29 أغسطس 2007  | Trophée d'Or féminin 2007                                           |                                                 |
| 29 سبتمبر 2007 | سباق الطريق للسيدات في بطولة العالم 2007                            |                                                 |
| 25 أبريل 2008  | 2008 Gran Premio della Liberazione - women's race                   |                                                 |
| 26 يونيو 2008  | سباق الطريق للسيدات في بطولة إيطاليا 2008                           |                                                 |
| 07 سبتمبر 2008 | Grand Prix de Suisse féminin 2008                                   | الفائز في التصنيف العام                         |
| 10 فبراير 2009 | 2009 Ladies Tour of Qatar                                           |                                                 |
| 25 أبريل 2009  | 2009 Gran Premio della Liberazione - women's race                   | الفائز في التصنيف العام                         |
| 25 يونيو 2009  | سباق الطريق للسيدات في بطولة إيطاليا 2009                           |                                                 |
| 18 يوليو 2009  | Gran Premio di Cento-Carnevale d'Europa 2009                        | الفائز في التصنيف العام                         |
| 05 فبراير 2010 | طواف قطر للنساء 2010                                                |                                                 |
| 25 أبريل 2010  | 2010 Gran Premio della Liberazione - women's race                   |                                                 |
| 17 يوليو 2010  | Gran Premio di Cento-Carnevale d'Europa 2010                        | الفائز في التصنيف العام                         |
| 02 أكتوبر 2010 | سباق الطريق للسيدات في بطولة العالم 2010                            | الفائز في التصنيف العام                         |
| 25 أبريل 2011  | 2011 Gran Premio della Liberazione - women's race                   | الفائز في التصنيف العام                         |
| 21 مايو 2011   | جائزة غاتينو الكبرى للدراجات 2011                                   | الفائز في التصنيف العام                         |
| 05 يونيو 2011  | Liberty Classic 2011                                                | الفائز في التصنيف العام                         |
| 16 يوليو 2011  | Gran Premio di Cento-Carnevale d'Europa 2011                        |                                                 |
| 24 سبتمبر 2011 | سباق الطريق للسيدات في بطولة العالم 2011                            | الفائز في التصنيف العام                         |
| 02 يونيو 2012  | Liberty Classic 2012                                                |                                                 |
| 16 مارس 2013   | Classica Citta' di Padova 2013                                      | الفائز في التصنيف العام                         |
| 14 أبريل 2013  | Ronde van Gelderland 2013                                           |                                                 |
| 28 أبريل 2013  | جراند بريكس إلسي جاكوبس 2013                                        |                                                 |
| 04 مايو 2013   | Knokke-Heist - Bredene 2013                                         | الفائز في التصنيف العام                         |
| 18 مايو 2013   | طواف جزيرة تشوشان 2013                                              | الفائز في التصنيف العام                         |
| 23 يونيو 2013  | سباق الطريق للسيدات في بطولة إيطاليا 2013                           |                                                 |
| 28 أغسطس 2013  | 2013 تور دي آرديش للسيدات                                           |                                                 |
| 23 مارس 2014   | Gran Premio Comune di Cornaredo 2014                                |                                                 |
| 07 أبريل 2014  | جي بي دوتيغنيز 2014                                                 | الفائز في التصنيف العام                         |
| 16 مايو 2014   | طواف جزيرة تشونغ مينغ 2014                                          |                                                 |
| 21 يونيو 2014  | 2014 Giro del Trentino-Alto Adige-Südtirol                          |                                                 |
| 09 أغسطس 2014  | RideLondon-Classique 2014                                           | الفائز في التصنيف العام                         |
| 07 سبتمبر 2014 | 2014 تور دي آرديش للسيدات                                           |                                                 |
| 12 مارس 2015   | Molecaten Drentse Acht van Westerveld 2015                          | الفائز في التصنيف العام                         |
| 17 مايو 2015   | طواف جزيرة تشونغ مينغ كأس العالم 2015                               | الفائز في التصنيف العام                         |
| 04 أبريل 2016  | جي بي دوتيغنيز 2016                                                 | الفائز في التصنيف العام                         |
| 01 يناير 2017  | 2017 Trofeo Oro in Euro                                             |                                                 |
| 25 يونيو 2017  | سباق الطريق للسيدات في بطولة إيطاليا 2017                           |                                                 |
| 24 يونيو 2018  | سباق الطريق للسيدات في بطولة إيطاليا 2018                           |                                                 |

## روابط خارجية
- جورجيا برونزيني على موقع الاتحاد الدولي للدراجات (الإنجليزية)
- جورجيا برونزيني على موقع أرشيف الدراجات (الإنجليزية)
- جورجيا برونزيني على موقع إحصائيات الدراجات الإحترافية (الإنجليزية)
- جورجيا برونزيني على موقع نسبة الدراجات (الإنجليزية)
- جورجيا برونزيني على موقع CycleBase (الإنجليزية)
- جورجيا برونزيني على موقع اللجنة الأولمبية الدولية (الإنجليزية)
- جورجيا برونزيني على موقع أوليمبيديا (الإنجليزية)
- جورجيا برونزيني على موقع CONI honoured athlete website (الإيطالية)